# Hodjalî
Hodjalî (Xocalı) este un oraș din Azerbaidjan. După Masacrul de la Hodjalî momentul de față nu mai există.